# Театральный лицей
Театральный лицей — театральная учебная студия, созданная в 1989 году в Одессе. Художественный руководитель — Анатолий Падука.

## История создания
5 октября 1980 года народный артист России Олег Павлович Табаков организовал и возглавил в Одессе театральную студию, которая называлась «Эксперимент». В студию на работу в качестве педагога был приглашен Анатолий Иванович Падука, который в отсутствие О. П. Табакова заменял его.
С 1981 по 1985 год Анатолий Падука учился в ГИТИСе (ныне РАТИ) на актёрском факультете, где был старостой курса.
С 1986 до 1989 год студия работала при одесском Дворце студентов.
29 марта 1989 года при одесском Доме актёра была организована театральная студия, которая называлась и называется по сей день Одесский театральный лицей.

## Воспитанники и выпускники
- 80-е гг.

Анна Шевчук (Яловая) — актриса

Александр Васютинский — актёр

Валерий Сторчак — режиссёр

Валерий Степанов — актёр

Галина Зайцева — режиссёр

Дмитрий Долинский — актёр
- 90-е гг.

Оксана Чебанюк — актриса

Сергей Кудрявцев (Лесогоров) — актёр

Юлия Пляшкова — актриса

Ольга Титова — вокалистка, лидер группы «Форма жизни», г. Киев

Галина Захурдаева — актриса

Олеся Власова — актриса

Олег Нирян — актёр

Андрей Мирошниченко — актёр

Ирина Добровольская — вокалистка

Елена Шаврук — режиссёр

Елена Лисовенко — актриса

Виталий Грачев (Витас) — известный российский певец

Владимир Питеров — актёр

Валентин Сальников — актёр

Татьяна Щербатая — актриса

Геннадий Лернер — актёр, продюсер, телеведущий, шоумен

Руслана Рудая — актриса

Елена Юзвак — актриса

Сергей Куркаев — режиссёр, исполнительный продюсер Одесской киностудии

Алена Дмитриева — актриса

Александр Онищенко — актёр, режиссёр, руководитель «Театра на Чайной», г. Одесса

Татьяна Параскева — актриса
- 2000 — 2002 гг.

Александр Кудренко — актёр

Александр Бойко — актёр

Светлана Виноградова — актриса

Валерий Крупенин — актёр

Антонина Зыкова — актриса

Руслана Рудая — актриса

Оксана Щербатая — актриса